# Pótpartner
A pótpartner, partnerpótlék, betanító partner, vagy eredeti nevén sexual surrogate egy olyan szakember, aki szexuális zavarban szenvedő egyéneken segít azáltal, hogy szexuális szolgáltatást nyújt terápiás céllal. Általában egy vagy több szexuálterapeutával dolgozik együtt, és betartja a pótpartnereknek szóló etikai kódexet, melyet a Hivatásos Pótpartnerek Nemzetközi Szövetsége alkotott meg. A pótpartner nem prostituált. Főként testi vagy értelmi fogyatékossággal élő embereken segít, de szexuális funkciózavarral küzdő elvált vagy magányos emberek is tartozhatnak a kliensek körébe. Jelenleg Magyarországon nem dolgozhat hivatásos pótpartner szexuálterapeuta bevonásával, tehát ez a gyakorlat illegális. A Szexmunkások Érdekvédelmi Egyesületét azonban szokták fogyatékkal élők megkeresni, akik mellé egy szexuális asszisztenst helyeznek ki. A szexuális asszisztensnek általában ápolói végzettsége van, emellett pedig szexuális munkás.

### Terápia
A Masters és Johnson módszerein alapuló terápia vagy Surrogate Partner Therapy sikeressége a pótpartner-terapeuta-kliens triádikus kapcsolatán múlik. A pótpartner a klienssel strukturált és nem strukturált gyakorlatokat is végez, melyekben a kliens fizikai és érzelmi intimitását, valamint öntudatosságát fejlesztik. Ehhez hozzájárul a:
- relaxációs módszerek alkalmazása
- nyílt és őszinte kommunikáció gyakorlása
- testi és szexuális érintkezés
- társas készségek fejlesztése.

A kliens felváltva találkozik a terapeutával és a pótpartnerrel a mélyebb megértés és eredményes változás érdekében.
A kliensek között előfordulnak szociálisan szorongó, szexuális zavarral küzdő, testképzavarral rendelkező, de abúzuson átesett egyének is. Gyakori az előfordulása azon klienseknek, akiknek nincs szexuális tapasztalatuk testi vagy értelmi fogyatékosságuk miatt.
A szexuális együttlét nem mindig szükségszerű eleme a terápiának. Amelyik terápiában megjelenik a szexuális közösülés, az egy kis részét teszi ki a terápiás folyamatnak. 
A terápiás folyamat a pótpartnerrel, noha gyors lefolyású, hasonló egy párkapcsolathoz. Megjelenik benne a bizalom, őszinteség és az intimitás. A kliens ezáltal sokat tanulhat a párkapcsolatokról, felkészülve egy esetleges hosszú távú kapcsolatra.

#### Egy speciális példa
Egy 2007-es esettanulmány alacsonyan funkcionáló traumatikus agysérültekről és a pótpartnerekkel való kapcsolatukról szól. Ezen betegek deficitjei kapcsolódhatnak motoros, kommunikációs, kognitív, viselkedéses vagy érzelmi válaszokhoz. Lehet köztük olyan is, aki lebénult, vagy olyan, aki nem tud beszélni. Emiatt másodlagosan kialakulhat szexuális diszfunkció is. Az agyi sérülést elszenvedő betegnél olyan szexuális válaszok is megjelenhetnek, amelyek másokat zavarba hozhatnak. A rokkantsághoz való alkalmazkodáson kívül emiatt a rehabilitáció célja lehet az egészséges szexuális válasz kialakítása. Ebben segítség a pótpartnerrel való terápia alkalmazása.
A terápiát általában szorosan felügyeli egy szexuálterapeuta. A terápia megkezdése előtt orvosi kivizsgáláson esik át mind a kliens, mind a pótpartner. A terápia egyik megkötése, a szupervízió mellett, hogy az alkalmak között nem létesíthetnek szexuális kapcsolatot más férfival vagy nővel. A terápia első részében a bizalom kiépítése és az intimitás megteremtése zajlik. A kliens szorongásainak feloldása a cél. Amikor készen áll, megkezdődhet a terápia második fele, vagyis a szexuális érintkezés. Ide tartoznak olyan érintésen és kölcsönösségen alapuló gyakorlatok, mint a masszázs. A terápia csak akkor zárulhat sikeresen, ha a kliens is tudott nyújtani a pótpartnernek valamit, tehát a kölcsönösség végbement. A terápia lezárása történhet egy olyan helyen, ami mindkettejük számára fontos.
A pótpartnerrel való terápia lezárásával a kliens a való életben is kipróbálhatja a tanultakat, kapcsolatot kezdeményezhet. Amennyiben erre még nem áll készen, a terapeutával dolgozhatnak még a kommunikáció sikerességén. Speciális esetekben, ha nem akar vagy nem tud kapcsolatot létesíteni, a kliens fogadhat szexuális munkást is, akivel alkalmazza a pótpartnerrel tanultakat. 
Az egyik sérült, G. esetében az agysérülés a barátnőjével való kapcsolat felbomlását okozta. A baleset következtében kómába került. A kómából való felépülés után G. artikulációs zavarral küzdött, nem tudott önállóan enni, üríteni, legtöbbször egy tábla segítségével beszélt. Négy évvel a baleset után G. mindennap az ápolójára szorult. Amikor azonban nő vendégek érkeztek, meg akarta csókolni őket, ami mindenkinek kellemetlenséget okozott. Emiatt döntött a család a pótpartner alkalmazása mellett. A pótpartnerrel G. összesen huszonhét alkalommal találkozott. Ebből az első nyolc az intimitásról, kommunikációról, érintésekről szólt. A következő nyolc alkalom a szexuális együttlétről szólt. A többi alkalom az orális közösülés és az önkielégítés gyakorlását tartalmazta.
G. nem megfelelő viselkedése a terápia után megszűnt. Tudta kontrollálni indulatait és megtanulta kifejezni érzelmeit, szükségleteit.

### Megjelenése a médiában
Mark O'Brien egy gyermekbénulásban szenvedő író volt. Mark kliensként részt vett a Surrogate Partner Therapy-ban. Cikket írt a tapasztalatairól. 2012-ben a cikkből megszületett A kezelés című film, melyben Cheryl Cohen Greene-nel való kapcsolata jelenítődik meg. A film pozitív kritikákat kapott, a Cherylt játszó Helen Huntot Oscar-díjra jelölték.
Cheryl maga is nyíltan beszél a munkájáról, egy Ted-előadásában például őszintén beszámol a hivatásáról. Ő legfőképpen fogyatékkal élőkkel foglalkozik. Egy Cheryl által vezetett terápia általában három-, de nyolcalkalmas is lehet. A szülei először nem támogatták, de később büszkén tekintettek munkájára. A Taboo című, National Geographic által készült dokumentumsorozat Forbidden love című részében Cheryl azt nyilatkozta, hogy körülbelül kilencszáz klienssel létesített szexuális kapcsolatot. A férje támogatja hivatásában.

### Etikai megfontolások
Az egyik lényeges etikai megfontolás a szakma határának megjelöléséről szól. Fontos különbséget tenni a pótpartner és a terapeuta között. A terapeuta nem kezdeményezhet szexuális kapcsolatot a kliensével. Az már ugyanis kettős kapcsolatnak számítana, amit az etikai kódex szigorúan tilt. A pótpartner nem prostituált, mivel a prostitúció a szexuális élvezet nyújtásáról szól, csakis a szexuális örömszerzésben merül ki. A pótpartner, ha alkalmaz is szexuális érintést vagy közösülést, az nem elsődlegesen az örömről szól, hanem a testi és érzelmi intimitásról. A pótpartnerrel való együttléteknek körülbelül 13%-át teszi ki a szexuális érintés. Ezenkívül a pótpartner csakis szexuálterapeuta felügyelete mellett dolgozhat. 
A terapeuta, ha a kliens igényli, továbbirányíthatja őt egy pótpartnerhez, aki megfelel az őt megillető etikai elveknek. Ehhez szükséges beleegyező nyilatkozat aláírása és megfelelő tájékoztatás. Mindemellett kiemelendő, hogy a terapeuta nem igényelheti pótpartner szolgáltatását mint kliens.
A terapeuta összességében csak akkor dolgozhat pótpartnerrel és egy klienssel egyszerre, amennyiben
1. szexuálterapeuta végzettsége van
2. a pótpartnernek megvannak a szükséges engedélyei
3. rendszeresen konzultálni fognak.

A terápiát a szexuálterapeuta és a pótpartner köteles dokumentálni.
Az Amerikai Egyesült Államokban 2003 óta legális pótpartnerek alkalmazása terápiában. Ugyanakkor ezt szabályozó, átfogó törvény jelenleg nem létezik, így a terapeuta közösség saját felelősségére máshol is kezdeményezhet képzést, illetve végezhet terápiát.
A nagyobb pszichológiai egyesületek, mint az American Psychological Association, továbbá a szexuálpszichológiai egyesületek még nem foglaltak állást a pótpartnerekkel való terápia ügyében. Nem született konszenzus, mivel van, aki erőteljesen egyetért az alkalmazásával, és van, aki aggódik a legális bonyodalmak miatt. Ennek megítéléséhez még kellene több, a Surrogate Partner Therapy hatékonyságát felmérő kutatást végezni.

## Fordítás
- Ez a szócikk részben vagy egészben  a   Sexual surrogate című angol Wikipédia-szócikk ezen változatának fordításán alapul.  Az eredeti cikk szerkesztőit annak laptörténete sorolja fel. Ez a jelzés csupán a megfogalmazás eredetét és a szerzői jogokat jelzi, nem szolgál a cikkben szereplő információk forrásmegjelöléseként.